# Gibson Island
Gibson Island är en ö i Kanada.   Den ligger i territoriet Nunavut, i den nordöstra delen av landet, 3 100 km nordväst om huvudstaden Ottawa. Arean är 66 kvadratkilometer.
Terrängen på Gibson Island är platt. Öns högsta punkt är 162 meter över havet. Den sträcker sig 13,1 kilometer i nord-sydlig riktning, och 8,8 kilometer i öst-västlig riktning.
Trakten runt Gibson Island består i huvudsak av gräsmarker. Trakten runt Gibson Island är nära nog obefolkad, med mindre än två invånare per kvadratkilometer.